# Геосайт
Геосайт — об'єкт геологічного туризму, геологічна пам'ятка природи, природне, або штучне відслонення гірських порід, місцевість цікава з геологічної точки зору, об'єкти гірничопромислової інфраструктури, або місця видобутку корисних копалин.